# 普雷舍沃山谷武装冲突
普雷舍沃山谷武装冲突，或称普雷舍沃山谷叛乱或塞尔维亚南部武装冲突，发生于1999年至2001年，是南斯拉夫联盟共和国（南联盟）与普雷舍沃、梅德韦贾和布亚诺瓦茨解放军（UÇPMB）的阿尔巴尼亚族反叛分子之间的武装冲突。 武装冲突起初爆发于库尔舒姆利亚区，其后主要发生于布亚诺瓦茨区和普雷舍沃区，较小规模的冲突发生于梅德韦贾区。
冲突中曾出现过这样的情况，南斯拉夫政府要求北约驻科索沃部队帮助镇压普雷舍沃、梅德韦贾和布亚诺瓦茨解放军的袭击，这是由于大股的南联盟军队不能进入根据库马诺沃协议建立的缓冲区，他们只能派出轻武装军队。